# Super Junior-D&E
Super Junior-D&E (Tiếng Hàn: 슈퍼주니어-동해&은혁) còn được gọi là Donghae & Eunhyuk, D&E hoặc SJ-D&E) là nhóm nhỏ thứ năm của nhóm nhạc nam Hàn Quốc Super Junior, được thành lập bởi SM Entertainment vào năm 2011. Nhóm bao gồm hai thành viên của Super Junior: Donghae và Eunhyuk. Bộ đôi ra mắt vào ngày 16 tháng 12 năm 2011, với đĩa đơn kỹ thuật số "Oppa, Oppa".

## Danh sách đĩa nhạc
- Oppa, oppa (2011)
- Ride Me (2014)
- Style (2018)
- Countdown! (2021)

## Chuyến lưu diễn

### Châu Á
- Super Junior D&E Asia Tour 2015 -Present- (2015)
- The D&E (2019)

### Nhật Bản
- Super Junior D&E The 1st Japan Tour 2014[3]
- Super Junior-D&E Japan Tour 2015 -Present-[4]
- Super Junior-D&E Japan Tour 2018 ~Style~[5]